# Het begin van alles

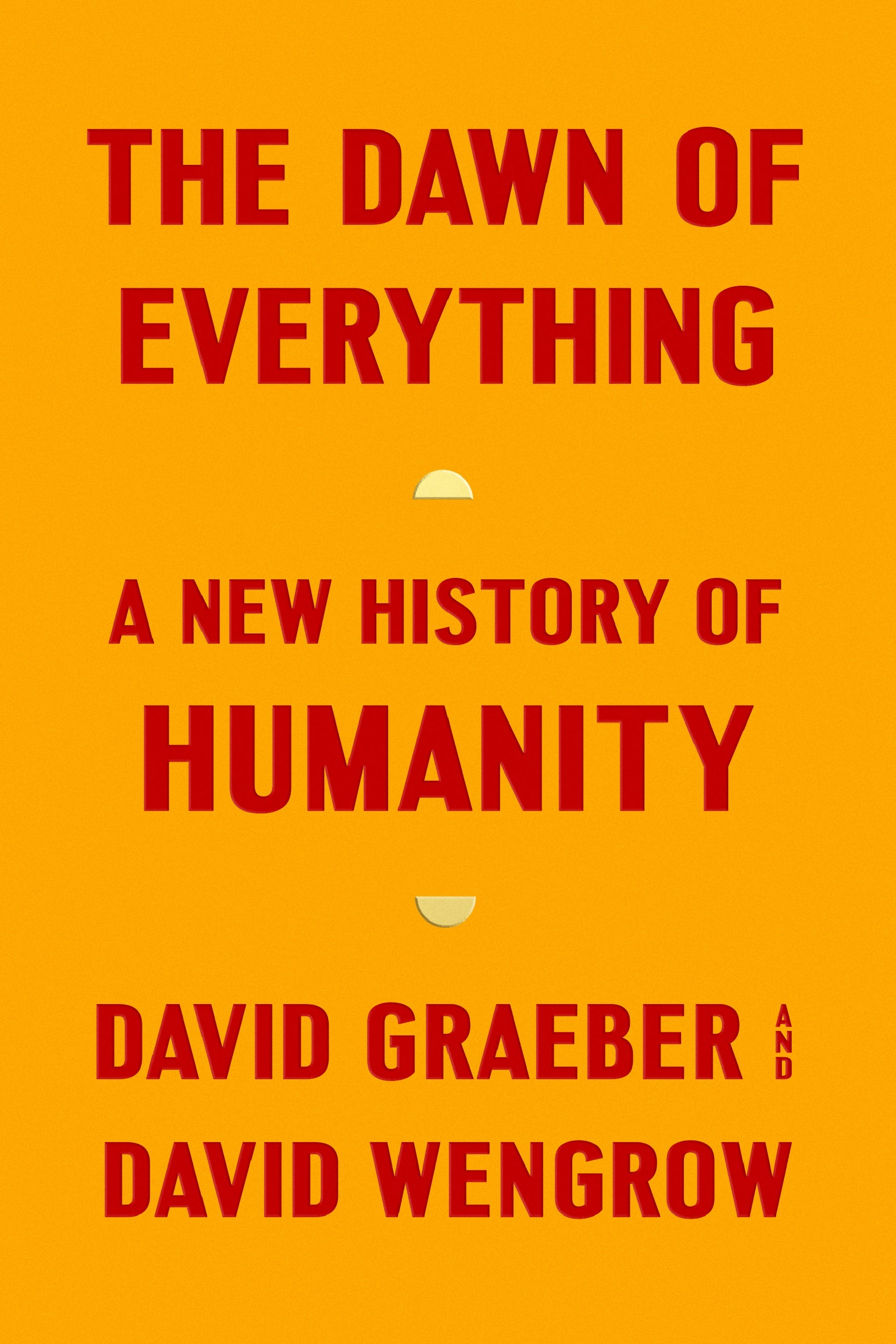
The Dawn of Everything (cover).

Het begin van alles. Een nieuwe geschiedenis van de mensheid (Engels: The Dawn of Everything: A New History of Humanity) is een boek uit 2021 van de Amerikaanse antropoloog en anarchistisch activist David Graeber, en archeoloog David Wengrow. Het boek raakte al in augustus 2020 voltooid. Het werd voor het eerst gepubliceerd op 19 oktober 2021 bij de Britse uitgeverij Allen Lane (Penguin Books), en is nadien vertaald, ook in het Nederlands.
Het boek wijst op de grote diversiteit van vroege menselijke samenlevingen en bekritiseert het traditionele narratief over de veronderstelde lineaire ontwikkeling van primitieve culturen tot beschaving. In plaats daarvan stelt het boek dat mensen millennia lang in grote, complexe, maar gedecentraliseerde samenlevingen leefden. Het baseert zich op archeologisch bewijs om aan te tonen dat vroege samenlevingen divers waren en vele, uiteenlopende politieke structuren ontwikkelden.
Het begin van alles haalde de bestsellerlijsten van The New York Times, BBC History Book of the Year en Der Spiegel, en werd uitvoerig besproken zowel in de pers als in vooraanstaande academische tijdschriften, evenals in kringen van activisten. Over de hele lijn waren de meningen verdeeld, maar zowel gunstige als kritische recensenten merkten op dat het boek een uitdaging vormt voor bestaande paradigma's in de studie van de menselijke geschiedenis.

## Samenvatting
De auteurs beginnen hun boek met de idee dat de gangbare opvattingen over de vooruitgang van de westerse samenleving, zoals voorgesteld door Francis Fukuyama, Jared Diamond, Steven Pinker en Yuval Noah Harari, niet gesteund worden door antropologisch en archeologisch onderzoek, maar dat deze opvattingen zich baseren op filosofische dogma's die zonder nadenken zijn overgenomen uit de Verlichting.
De auteurs weerspreken de Hobbesiaanse en Rousseauiaanse visie
over het ontstaan van het sociaal contract en stellen dat er nooit zo'n oorspronkelijke, eenvormige menselijke samenleving heeft bestaan. Verder argumenteren ze dat de overgang van jager/verzamelaar
naar landbouw niet een fuik in de beschavingsontwikkeling was die de grondslag vormde voor sociale ongelijkheid en dat door de hele geschiedenis heen grote beschavingen zich veelal konden ontwikkelen zonder
regerende elites en hiërarchische bestuursvormen.
De auteurs verwerpen de vraag naar de "oorsprong van de ongelijkheid" als bepalende vraag om de menselijke geschiedenis te begrijpen. Ze onderzoeken waar juist deze vraag vandaan komt en vinden het antwoord in een reeks van ontmoetingen tussen de Europese kolonisten en de oorspronkelijk inwoners van Noord-Amerika. Ze beargumenteren dat die laatste een sterk contrast vormden tot de Europese beschaving en dat zij een bestendige kritiek leverden op haar hiërarchie, patriarchie, strafrecht en winst-gericht gedrag.
Deze kritiek werd in de 18e eeuw bij Europese denkers bekend via reizigers en missionarissen en werd overgenomen door de denkers van de Verlichting. Zij illustreren die kritiek aan de hand van het historische
voorbeeld van de Wendat leider Kandiaronk en zijn beschrijving zoals weergegeven in de
bestsellers van de baron Lahontan, die tien jaar in de koloniën van Nieuw Frankrijk leefde. Verder stellen de auteurs, dat de gebruikelijke vertelling van sociale evolutie, inclusief de framing van de geschiedenis als methodes van productie en een voortschrijdende ontwikkeling van jager/verzamelaar tot boer tot commerciële samenleving, ten dele is ontstaan als een middel om deze indigene kritiek het zwijgen op te leggen en als middel om menselijke vrijheden voor te stellen als naïeve of primitieve eigenschappen van sociale ontwikkeling.
In de daaropvolgende hoofdstukken worden deze claims uitgewerkt en met archeologische en antropologische bewijzen onderbouwd. De auteurs beschrijven oude en moderne samenlevingen die zelfbewust afstand namen van een agrarische leven, die met de seizoenen afwisselende politieke systemen hadden (wisselend tussen autoritair en gemeenschappelijk) en die urbane infrastructuren opzetten in/met een egalitaire samenleving.
Ze presenteren uitvoerige bewijzen voor de complexiteit en gevarieerdheid van het politieke leven in niet-agrarische samenlevingen op verschillende continenten, van Japan tot Amerika, met onder meer monumentale architectuur, slavernij alsook met het bewust afwijzen van slavernij door een proces van culturele schismogenese (waarbij nabije bevolkingsgroepen zich cultureel tegen elkaar afzetten).
Daarna onderzoeken ze de archeologische bewijzen voor de processen die uiteindelijk leidden tot landbouw en de verspreiding daarvan. Ze concluderen dat er geen sprake was van een landbouwrevolutie, maar van een langzaam proces dat duizenden jaren duurde op elk van de continenten en dat soms eindigde in een ineenstorting van de bevolking, zoals bijvoorbeeld in het prehistorische Europa. Ze  concluderen dat ecologische flexibiliteit en een blijvende biodiversiteit de sleutel waren voor een succesvolle overgang tot de vroege landbouw en verspreiding daarvan.
Dan werken de auteurs het punt van de schaalvergroting in de menselijke geschiedenis uit met archeologische case studies uit China, Midden-Amerika, Oekraïne, het Midden-Oosten, Zuid-Azië en Egypte.
In tegenstelling tot de gangbare opvattingen concluderen ze dat het samentrekken van mensen in urbane centra niet automatisch leidde tot het verlies van sociale vrijheden of het opkomen van leidende elites. Hoewel
in sommige gevallen sociale gelaagdheid van het begin af aan een kenmerkende eigenschap van urbaan leven was, beschrijven ze ook gevallen waar de vroege steden geen kenmerken laten zien van sociale hiërarchieën. In die steden zijn geen sporen van tempels, paleizen, centrale voorraden of een schriftelijke administratie gevonden. En ze beschrijven voorbeelden als Teotihuacan, dat hiërarchisch begon, maar veranderde naar een meer egalitaire structuur met hoogwaardige behuizing voor het merendeel van zijn inwoners. Ze
bespreken ook vrij uitgebreid de casus van Tlaxcala als een voorbeeld voor een inheemse urbane democratie in Amerika voor de komst van de Europeanen en het bestaan van democratische instituten zoals gemeenteraden en volksverzamelingen in het oude Mesopotamië.
Op basis van deze gegevens werken de auteurs de onderliggende oorzaken uit voor het starre, hiërarchische en sterk gebureaucratiseerde politieke systeem van de hedendaagse samenleving. Ze verwerpen "de staat" als een door de hele geschiedenis bestaande werkelijkheid en definiëren in plaats daarvan drie oorzaken van  overheersing in menselijke samenlevingen: controle over geweld (soevereiniteit), controle over informatie (bureaucratie) en charismatisch leiderschap (politiek). Ze onderzoeken de bruikbaarheid van deze indeling door voorbeelden te vergelijken van vroege gecentraliseerde beschavingen die niet als staat te definiëren zijn, zoals the Olmec and Chavín de Huántar, alsook de Inca, China tijdens de  Shang-dynastie, de Mayacultuur en het Oude Egypte.
Van daaruit beargumenteren ze dat deze beschavingen geen directe voorlopers waren van onze moderne staten, maar dat deze op basis van andere principes functioneerden. Ze concluderen dat de moderne staten geen diepe wortels hebben en meer te danken hebben aan koloniaal geweld dan aan sociale evolutie. Terugkomend op Noord-Amerika breien de auteurs het verhaal van de inheemse kritiek en Kandiaronk rond en laten zien hoe de waarden van vrijheid en democratie,  die de Europeanen zagen bij de Wendat en hun buurvolken, historisch geworteld waren in het afwijzen van een vroeger hiërarchisch systeem dat zijn centrum had in het stedelijk gebied van Cahokia in de Mississippi.
Baserend op het geheel van hun argumenten, sluiten de auteurs af met een herformuleren van de centrale vragen van de menselijke geschiedenis. In plaats van de oorzaken van ongelijkheid is het centrale vraagstuk
volgens hen hoe de moderne samenlevingen hun waardevolle eigenschappen van flexibiliteit en politieke creativiteit, die eens veel algemener waren, verloren hebben. Zij vragen hoe we kennelijk vastgeraakt zijn op een ontwikkelingsspoor en hoe geweld en dominantie in dat overheersende systeem normaal geworden zijn. Zonder definitieve antwoorden aan te bieden, sluiten de auteurs het boek af met voorstellen voor verder onderzoek. Die richten zich op het verlies van de drie basisvormen van sociale vrijheid, die, zoals zij betogen, eens algemeen waren: de vrijheid om te ontsnappen uit zijn omgeving en weg te trekken, de vrijheid om willekeurige autoriteiten ongehoorzaam te zijn en de vrijheid om zijn gemeenschap nieuw uit te denken en op een andere manier te construeren. Ze benadrukken het verlies van de autonomie van vrouwen en het insluipen van gewelddadige principes in basale opvattingen van sociale zorg op het niveau van huiselijke en familierelaties als zijnde cruciale factoren in het uitbouwen van meer rigide politieke systemen. Het boek besluit met de opmerking dat de overgeleverde narratieven over sociale ontwikkeling hoofdzakelijk mythen zijn en dat mogelijkheden voor sociale emancipatie gevonden kunnen worden in een beter begrip van de menselijke
geschiedenis, gebaseerd op wetenschappelijk bewijzen die in de laatste tientallen jaren ontdekt werden.
De sectie Samenvatting of een eerdere versie ervan is een (gedeeltelijke) vertaling van het artikel The Dawn of Everything op de Engelstalige Wikipedia, dat onder de licentie Creative Commons Naamsvermelding/Gelijk delen valt. Zie de bewerkingsgeschiedenis aldaar.